# Müller-Elmau (Schauspielerfamilie)
Die Schauspielerfamilie Müller-Elmau besteht aus folgenden Personen:
- Eberhard Müller-Elmau (1905–1995), deutscher Schauspieler und Regisseur ⚭ Gerda, geborene Kuntzsch (1909–2008), Opernsängerin
  - Raidar Müller-Elmau (1933–2003), deutscher Schauspieler
    - Alexander Müller-Elmau (* 1961), deutscher Bühnenbildner, Autor und Regisseur ⚭ Julia von Miller, Sängerin
      - Olivia Müller-Elmau (* 1998), deutsche Schauspielerin

    - Katharina Müller-Elmau (* 1965), deutsche Schauspielerin und Musikerin

  - Markwart Müller-Elmau (* 1937), deutscher Schauspieler und Regisseur ⚭ Rosalie, geborene Wolf
    - Natalie Müller-Elmau (* 1969), deutsche Medienmanagerin und Journalistin

  - Birgit Conrad, geb. Mueller-Elmau
    - Carolin Conrad (* 1976), deutsche Schauspielern

  - Folker Müller-Elmau ⚭ Maria, geborene Holweg, Hotelbesitzer
    - Diana Müller-Elmau (* 1978), österreichische Maskenbildnerin, Burgtheater Wien

Begründet wurde die Familie durch den protestantischen Theologen Johannes Müller (1864–1949).